# Kostel svaté Kateřiny (Brusel)

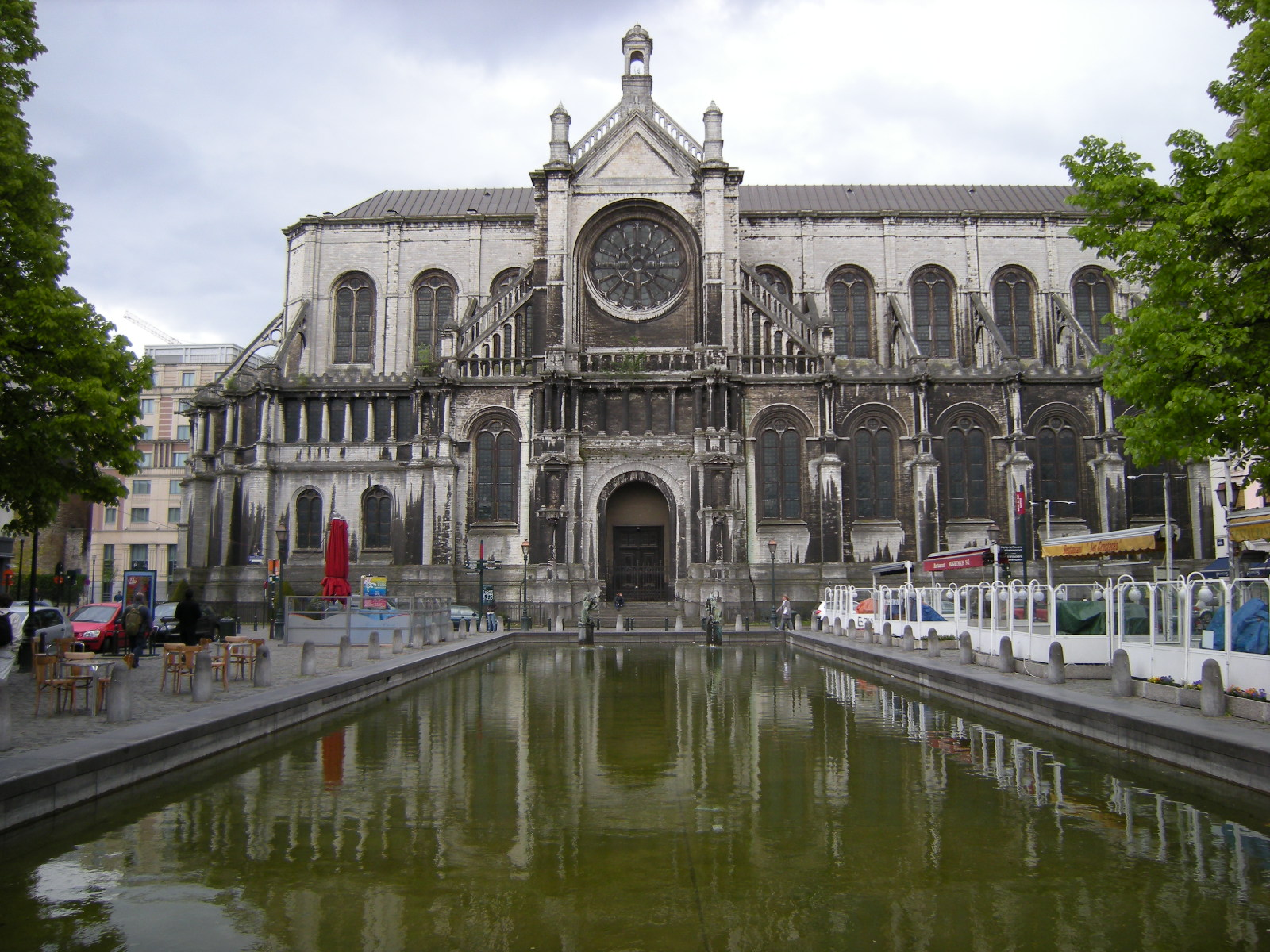
Boční strana kostela

Kostel sv. Kateřiny (francouzsky Église Sainte-Catherine, nizozemsky Sint-Katelijnekerk) se nachází v centru Bruselu na Náměstí svaté Kateřiny.

## Historie
Kostel vznikl na místě dřívějšího bruselského přístavu a Rybího trhu. Vedle něj se nacházel středověký kostel sv. Kateřiny, který byl původně z 15. století a zbořen byl v roce 1893.
Současný kostel vznikl v letech 1854 až 1874 podle návrhu architekta Josepha Poelaerta, architekta monumentálního Justičního paláce. Na vzniku kostela se dále podílel architekt Wynand Janssens. Oba architekti se inspirovali gotickými i barokními kostely ve Francii, jako je např. kostel St. Eustache u Paříže.
V roce 1950 se uvažovalo o možnosti stržení kostela a rozšíření okolního náměstí, což však nakonec nebylo realizováno.[zdroj?] Kostel byl v letech 2011-2014 uzavřen kvůli havarijnímu stavu. Přestože je nezbytná jeho rekonstrukce, byl roku 2014 opět otevřen pro bohoslužby.
V interiéru kostela se nachází kamenná socha Černé Matky Boží a malovaná dřevěná socha svaté Kateřiny. Na východ od kostela se pak nachází Černá věž, která je jednou z mála dochovaných částí bývalých hradeb města Bruselu.